# دوني ديوتش
دوني ديوتش (بالإنجليزية: Donny Deutsch)‏ هو شخصية أعمال ومقدم تلفزيوني ورائد أعمال أمريكي، ولد في 22 نوفمبر 1957 في Hollis Hills, Queens ‏ في الولايات المتحدة.

## وصلات خارجية
- الموقع الرسمي
- دوني ديوتش على موقع IMDb (الإنجليزية)
- دوني ديوتش على موقع إن إن دي بي (الإنجليزية)
- دوني ديوتش على موقع قاعدة بيانات الفيلم (الإنجليزية)